# Forti Corse
Vous lisez un « bon article » labellisé en 2011.  Il fait partie d'un « bon thème ».
Pour les articles homonymes, voir Forti.
Forti Corse, puis Forti, est une ancienne écurie de sport automobile italienne qui s'est notamment engagée en Formule 1 lors du championnat du monde 1995 puis du championnat du monde 1996, qu'elle ne termine pas. Créée en 1978, l'écurie a participé à différentes formules de compétition pendant près de deux décennies. Forti Corse a décroché quatre titres de champion des pilotes de Formule 3 italienne obtenus pendant la seconde moitié des années 1980 et quelques victoires en championnats de Formule 3000 auxquels elle a participé entre 1987 et 1994.
À partir de 1992, Guido Forti, le cofondateur de Forti, entre en relation avec l'homme d'affaires brésilien Abílio dos Santos Diniz, pour que son fils, Pedro Diniz, ait un baquet permanent dans l'équipe et pour obtenir des moyens financiers pour entrer en Formule 1. Forti s'engage en Formule 1 en tant que constructeur en 1995 mais sa première monoplace, la Forti FG01-95, n'est pas compétitive et ne décroche aucun point. Malgré cet échec, Forti signe un contrat de trois ans avec Diniz, contrat brisé lorsque le pilote brésilien part chez Ligier pour la saison 1996 en emportant avec lui les commanditaires de l'écurie italienne.
Néanmoins Forti continue son aventure en Formule 1 et conçoit une nouvelle monoplace, la Forti FG03-96, avant de faire faillite à la mi-saison à la suite des problèmes financiers rencontrés après le rachat par Shannon Racing, une écurie irlandaise de Formule 3000.
Forti s'est qualifiée à vingt-trois reprises en Grand Prix, son meilleur résultat en course étant une septième place par Diniz en Australie en 1995 et sa meilleure qualification est une dix-neuvième place par Badoer au Brésil en 1996. Forti est une des dernières écuries privées engagée en Formule 1 à une période où les grands constructeurs automobiles augmentent leur participation en course automobile.

## Naissance et premières années
Forti Corse est fondée par l'ancien pilote automobile italien Guido Forti et l'ingénieur Paolo Guerci en 1978. L'écurie, une société à responsabilité limitée, est basée à Alexandrie au nord de l'Italie,,.
Elle se lance initialement en compétition en Formule Ford et Formule 3, tant au niveau national qu'européen et gagne rapidement des courses. Les pilotes Franco Forini, Enrico Bertaggia, Emanuele Naspetti et Gianni Morbidelli, qui se lanceront plus tard en Formule 1, remportent le championnat italien de Formule 3 respectivement en 1985, 1987, 1988 et en 1989. Bertaggia a notamment gagné le prestigieux Grand Prix de Macao et le Grand Prix de Monaco de Formule 3 en 1988 et Morbidelli remporte le championnat d'Europe de Formule 3 en 1989. Teo Fabi et Oscar Larrauri ont couru pour Forti dans ses premières années, Fabi remportant le championnat argentin de Formule 3 en 1977 et Larrauri remportant le championnat italien de Formule Ford 2000 en 1978. Forti continue de concourir en Formule 3 jusqu'en 1992, date à laquelle l'écurie italienne décide de se concentrer uniquement au championnat intercontinental de Formule 3000.

## Engagement en Formule 3000
En 1987, Forti Corse s'engage en Formule 3000 mais ne connaît pas le succès immédiat qu'elle avait eue en Formule 3. La principale raison est liée au châssis : au lieu d'utiliser des monoplaces conçues par Lola Cars, March Engineering ou Ralt qui produisent des voitures de Formule 3000 depuis de longues années, Forti fait appel à Dallara, la société de Giampaolo Dallara, qui débute en Formule 3000. Il conçoit la Dallara 3087, un châssis qui sera aussi utilisée par l'écurie de Formule 1 Scuderia Italia, du fait que Dallara n'a pas eu le temps de préparer une monoplace convenable pour la première course de la saison 1988.
La conjugaison d'une équipe inexpérimentée et d'une voiture non testée explique que Forti ne marque aucun point pour sa première saison en Formule 3000 et ne participe pas non plus à l'ensemble des courses inscrites au calendrier. Forte de cette expérience, l'écurie italienne obtient de meilleurs résultats les saisons suivantes grâce à l'utilisation de châssis Lola Cars puis Reynard Motorsport.
Après une première saison complète en 1988 et l'obtention des premiers points en 1989 grâce à Claudio Langes, Forti devient une équipe compétitive en Formule 3000. En 1990, Gianni Morbidelli signe la première victoire de l'écurie dans la catégorie. Si aucun de ses pilotes ne remporte le championnat, Forti s'impose comme une des plus puissantes écuries du plateau avec neuf victoires et sept pole positions. En 1992, la meilleure année de Forti, l'écurie fait courir Emanuele Naspetti, Fabrizio Giovanardi, Andrea Montermini et Hideki Noda. Montermini termine à la deuxième place du championnat des pilotes à douze points du champion Luca Badoer. En 1994, les principales écuries rivales de Forti, Pacific Racing et Eddie Jordan Grand Prix, étant parties en Formule 1, elle devient la plus expérimentée du plateau et engage en tant que pilotes titulaires Pedro Diniz et Hideki Noda. En 1995, après cinquante-et-une victoires en Formule 3, quatre titres de champion d'Italie de F3 et neuf victoires en F3000, Forti Corse tente le pari de la Formule 1.

## Formule 1

### La préparation
Fort des résultats acquis en Formule 3000, Guido Forti envisage d'inscrire son écurie en Formule 1. Cependant, comme le montrent plusieurs exemples récents tels que Coloni ou Onyx, des écuries passées de la Formule 3000 à la Formule 1 ont fait faillite peu de temps après leur engagement. À l'inverse, Eddie Jordan a montré que ce passage pouvait se faire avec succès grâce à une performance impressionnante lors de la première saison de Formule 1 de l'écurie Jordan Grand Prix en 1991, où l'écurie anglaise, avec treize points, prend la cinquième place du championnat des constructeurs.
Forti pense que la solidité financière est la clé du succès en Formule 1 et, dès 1991, commence à travailler sur son projet. Fin 1992, il signe un accord avec le riche pilote brésilien Pedro Diniz dont la fortune personnelle et les contacts avec des commanditaires brésiliens se révèlent stratégiques pour l'augmentation du budget de l'écurie. Le père de Diniz, Abílio dos Santos Diniz, est propriétaire de la société de grande distribution brésilienne et des supermarchés Grupo Pão de Açúcar. En offrant aux entreprises un placement de produit préférentiel dans le marché brésilien, la famille Diniz obtient des contrats de sponsoring avec des marques telles qu'Arisco, Duracell, Gillette, Kaiser, Marlboro, Parmalat, Sadia et le soutien d'Unibanco pour financer la carrière de son fils,.
En 1993, par le biais d'Abílio dos Santos Diniz, Guido Forti rencontre Carlo Gancia, un homme d'affaires italo-brésilien. En rachetant les parts de Paolo Guerci, Gancia devient copropriétaire de l'écurie et commence ensuite à travailler sur le projet Formule 1 de l'équipe. À la fin de l'année 1994, il garantit un budget suffisant pour engager Forti Corse en Formule 1, budget venant principalement de la famille Diniz. Gancia engage également du personnel expérimenté comme le designer Sergio Rinland et l'ancien directeur sportif de la Scuderia Ferrari Cesare Fiorio. De plus, l'ancien pilote de Formule 1 René Arnoux est employé comme chauffeur et entraîneur sportif pour Diniz et Guerci reste chez Forti en tant qu'ingénieur de course. Grâce aux soutiens financiers apportés par la famille Diniz, Forti est doté d'un budget de 17 millions de dollars.

### La Forti FG01-95
La tâche la plus difficile pour Forti est de concevoir et de construire sa propre voiture pour la première fois, au lieu de recourir à des préparateurs de monoplaces tels Lola ou Dallara, comme le stipule le règlement technique de la Formule 1. La Forti FG01-95 conçue par Sergio Rinland est inspirée d'anciennes monoplaces de Formule 1. En effet, Rinland est le concepteur de la Brabham BT60Y de 1991 et de la Fondmetal GR02 de 1992, cette dernière étant conçue via sa propre entreprise, Astauto, avant son départ pour les États-Unis pour travailler sur un projet de Champ Car. Fin 1994, Forti achète les biens restants de la défunte équipe Fondmetal, y compris les châssis GR02 restants et demande à Rinland de convertir le châssis Fondmetal, dans l'optique d'un engagement en Formule 1 pour la saison 1995. Rinland est ainsi le principal concepteur de la Forti FG01-95, aidé par deux ingénieurs expérimentés, Giorgio Stirano et Giacomo Caliri.
La FG01-95 est trop lourde, obsolète, très lente et est décrite comme une « Formule 3 révisée », ou plus sévèrement, comme un « tas d'ordure ». L'aérodynamique de la voiture est prise en charge par Hans Fouche, un ancien employé de Brabham, Fondmetal et Astauto, dans des souffleries basées en Afrique du Sud et le travail composite est réalisé par la société Avia Belco.

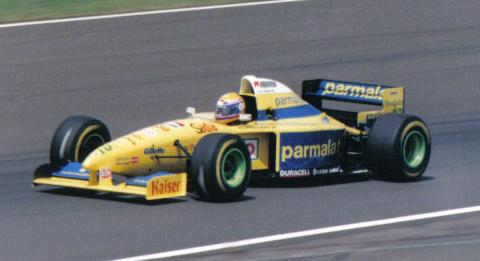
Roberto Moreno à bord de la Forti FG01-95 lors du Grand Prix de Grande-Bretagne 1995. Il abandonne au quarante-huitième tour en raison d'un problème de pression hydraulique.

La Forti FG01-95, initialement sans boîte à air, est une monoplace peu performante. La voiture est angulaire et encombrante avec de faibles performances aérodynamiques ayant un impact négatif sur l'adhérence et la tenue de route de la monoplace. La FG01-95 est dotée d'un gros museau, est lourde et peu puissante car mue par un moteur V8 Ford-Cosworth EDD client payé en grande partie par la filiale brésilienne de Ford, développant 90 chevaux de moins que le moteur V10 Renault RS7 fourni pour Benetton Formula et Williams F1 Team. La FG01-95 est aussi la seule voiture du plateau à disposer d'une boîte de vitesses manuelle. La monoplace arbore une livrée jaune et bleue et des jantes vertes fluorescentes, montrant l'influence brésilienne sur l'écurie. La teinte exacte de chaque couleur a été choisie pour rendre hommage à Ayrton Senna, tué lors du Grand Prix de Saint-Marin : les tons de couleurs correspondent aux couleurs du casque du champion brésilien.
Giorgio Stirano s'exprime sur les nombreux problèmes rencontrés sur la Forti FG01-95 : « La voiture n'était tout simplement pas opérationnelle et nous avons dû tout recommencer. Nous avons retiré 60 kg entre la première version de la voiture et la dernière et à Silverstone, nous étions à la limite du poids minimum. Au cours de l'année, nous avons dû ré-homologuer le nez et les pontons, développer une boîte de vitesses semi-automatique qui nous permettrait de gagner environ une demi-seconde au tour et travailler sur la refonte de la monocoque, non pas la forme, mais la peau. »

### Saison 1995

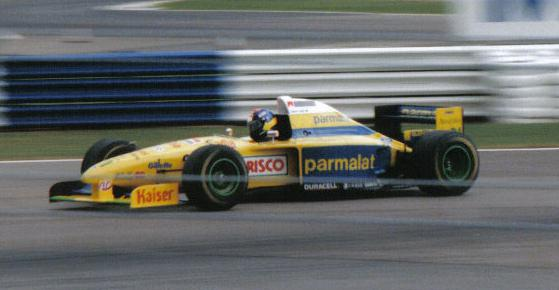
Pedro Diniz à bord de la Forti FG01-95 lors du Grand Prix de Grande-Bretagne 1995. Il abandonne au treizième tour en raison d'une boite de vitesses cassée.

Forti désigne en tant que pilote numéro un le Brésilien Pedro Diniz, qui a déjà couru pour l'équipe italienne en Formule 3000, sans grand succès. Il doit sa place à ses sponsors et à sa famille qui ont investi un important budget dans l'écurie. Plus tard est confirmé le second pilote brésilien Roberto Moreno, dont la dernière apparition en Formule 1 date de 1992 au sein de l'écurie Andrea Moda Formula. Son baquet est uniquement garanti course par course, d'autant que le Portugais Pedro Lamy, qui a dans ses bagages une contribution de deux millions de dollars, et d'anciens pilotes Forti de Formule 3000 comme Emanuele Naspetti et Andrea Montermini ont aussi été contactés,.
Il a également été supposé que quiconque rejoindrait l'écurie serait contractuellement le second pilote de l'équipe. Abilio Diniz souhaite que le second pilote soit également brésilien,,. Un porte-parole de Forti a en effet confirmé que l'expérience et la nationalité de Moreno étaient les principales raisons de son engagement. Par la suite, l'écurie italienne tente de recruter un de ses anciens pilotes de Formule 3000, Hideki Noda pour le Grand Prix du Pacifique mais la FIA refuse de lui délivrer une « super licence ».
Contrairement à la plupart des autres écuries, Forti Corse teste son châssis largement avant le début de la saison. Pedro Diniz a sept secondes de retard par rapport aux pilotes de premier plan lors des tests de pré-saison, en mars, sur le circuit d'Estoril, ce qui signifie que l'écurie se battra à l'arrière du peloton. Diniz termine à la dixième place du premier Grand Prix de la saison, au Brésil, à sept tours du vainqueur Michael Schumacher, tandis que Roberto Moreno abandonne au quarante-septième tour sur une sortie de piste. Au Grand Prix d'Argentine, la situation empire : bien que les deux pilotes terminent la course, ils concèdent tous deux neuf tours de retard au vainqueur Damon Hill et ne sont pas classés pour avoir parcouru moins de 90 % de la distance de course. Les meilleurs tours en course de la Forti FG01-95 sont plus de dix secondes plus lents que le meilleur tour en course de Michael Schumacher et cinq secondes plus lents que celui de leur plus lent adversaire, Domenico Schiattarella, sur Simtek S951. À Imola, les Forti font également une mauvaise prestation mais atteignent le seuil des 90 % de distance de course et sont classées.
L'écurie italienne est alors le sujet de blagues dans les paddocks du fait que Forti est l'équipe la plus lente et la plus pauvre des écuries de fond de grille, Pacific Grand Prix, Simtek et la Scuderia Minardi. Malgré cela, le budget de l'officine permet d'apporter quelques améliorations à la voiture. Durant la saison, le poids de la Forti FG01-95 est réduit de soixante kilogrammes, soit 10 % de la limite minimum de poids de 595 kilogrammes, une boîte de vitesses semi-automatique, une boîte à air ont sont ajoutées et les pontons, l'aileron avant et la monocoque de la voiture ont été revus. Au cours de la saison, le personnel de l'écurie a également été doublé. Ces modifications permettent à Forti Corse de progresser dans et de finir le reste des courses de la saison classée.
Entre le Grand Prix du Brésil et le Grand Prix d'Argentine, Sergio Rinland retourne en Europe à temps plein pour assurer le poste de directeur technique de l'écurie. Sa tâche à long terme est d'établir un bureau d'études basée en Angleterre pour l'écurie mais son travail initial est d'améliorer la compétitivité de la Forti FG01-95 à travers une série d'améliorations techniques. Toutefois, Rinland quitte l'écurie italienne au bout de quelques semaines après s'être brouillé avec la gestion de l'équipe quant au manque de compétitivité de la voiture,.

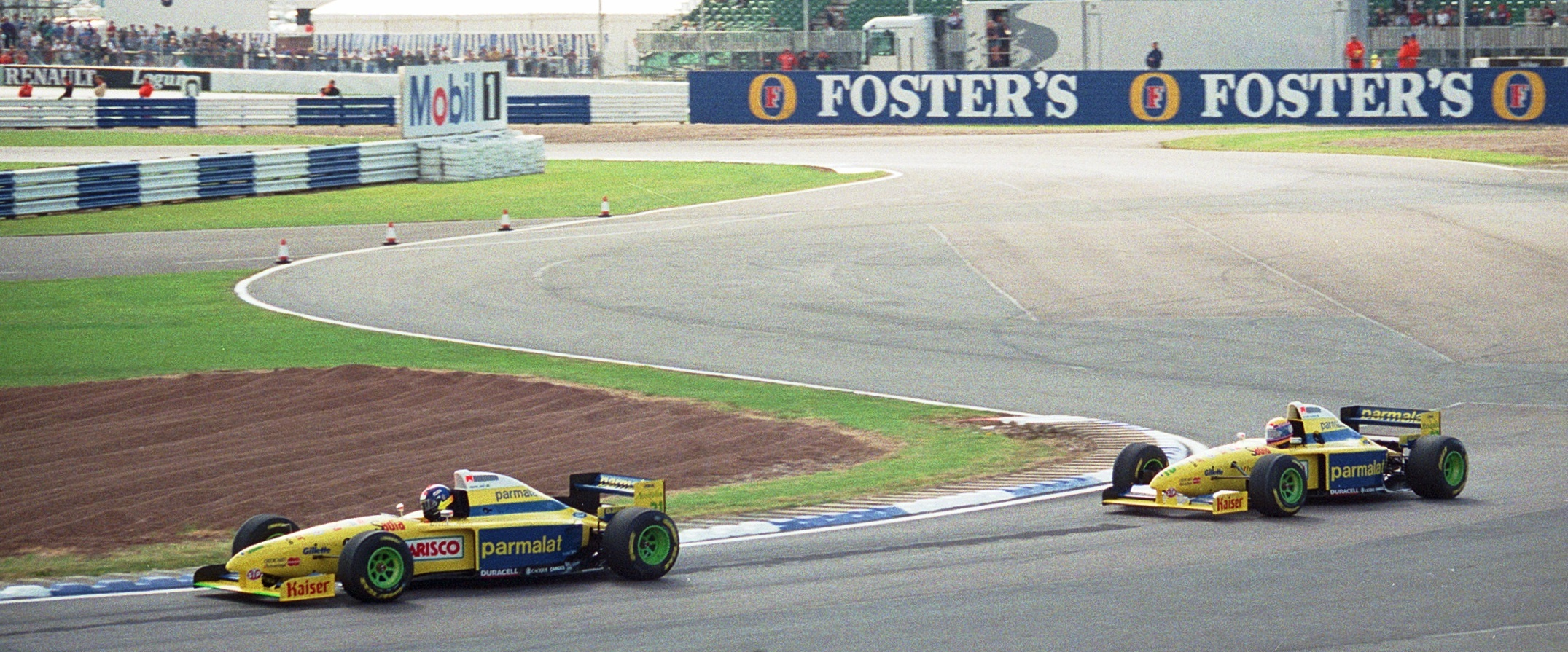
Moreno et Diniz à Silverstone lors du Grand Prix de Grande-Bretagne 1995.

Forti Corse franchit la ligne d'arrivée à quatorze reprises en trente-quatre engagements, la meilleure performance d'une écurie de fond de grille derrière la Scuderia Minardi. Ce résultat prouve que Pedro Diniz est un pilote fiable et constant. Après le retrait de Simtek à l'issue du Grand Prix de Monaco, l'écurie italienne remonte d'une place au championnat des constructeurs. Forti continue de progresser dans la hiérarchie et, au Grand Prix d'Allemagne, les Forti battent les deux Pacific PR02 en qualification, performance réitérée à deux autres reprises dans la saison. Les progrès de Forti sont notamment dus à l'engagement de deux pilotes-payants, Giovanni Lavaggi et Jean-Denis Delétraz, chez Pacific Grand Prix, l'écurie britannique voulant assurer financièrement la fin du championnat.
Lors de la dernière course de la saison, à Adélaïde, Forti semble avoir acquis des bases solides pour la saison 1996, Robero Moreno réalisant en qualifications pour la première fois un tour ne dépassant pas la limite des 107 %, un résultat crucial pour l'année suivante car ce pourcentage sera utilisé pour déterminer la non-qualification des pilotes. Lors de ce Grand Prix, Pedro Diniz réalise la meilleure performance en course de l'écurie avec une septième place, devant le pilote Pacific Grand Prix Bertrand Gachot, à une place des points. Forti termine onzième du championnat des constructeurs sans avoir marqué de point, devant les écuries Pacific Grand Prix et Simtek.
Après le championnat, Forti Corse prend part au Motor Show de Bologne, où les Forti FG01-95 de Andrea Montermini, Giovanni Lavaggi et Vittorio Zoboli perdent contre les trois Minardi M195 lors du Trophée 1995 de Formule 1,.
Malgré les progrès réalisés par Forti, la saison 1995 est considérée comme un échec. L'écurie a dépensé plus d'argent que ses rivaux immédiats pour la conception, la construction et le développement d'une voiture fondamentalement inefficace. Pedro Diniz et ses sponsors disent avoir « jeté leur argent » et la réputation du Brésilien en tant que pilote de Formule 1 est ternie car il lui a fallu plusieurs années pour prouver que son capital financier n'est pas la seule raison de sa participation dans le sport automobile. De plus, la présence de Roberto Moreno au sein de Forti Corse a été déplorée par de nombreux observateurs, prétendant que l'expérience acquise par le pilote brésilien ne méritait pas l'ignominie d'une voiture si peu compétitive. Les seuls points positifs sont le nombre de courses finies par l'écurie et le fait que la famille d'Abilio Diniz ait été contacté pour financer Forti durant les deux prochaines années.

### Saison 1996

#### Un début d'année difficile

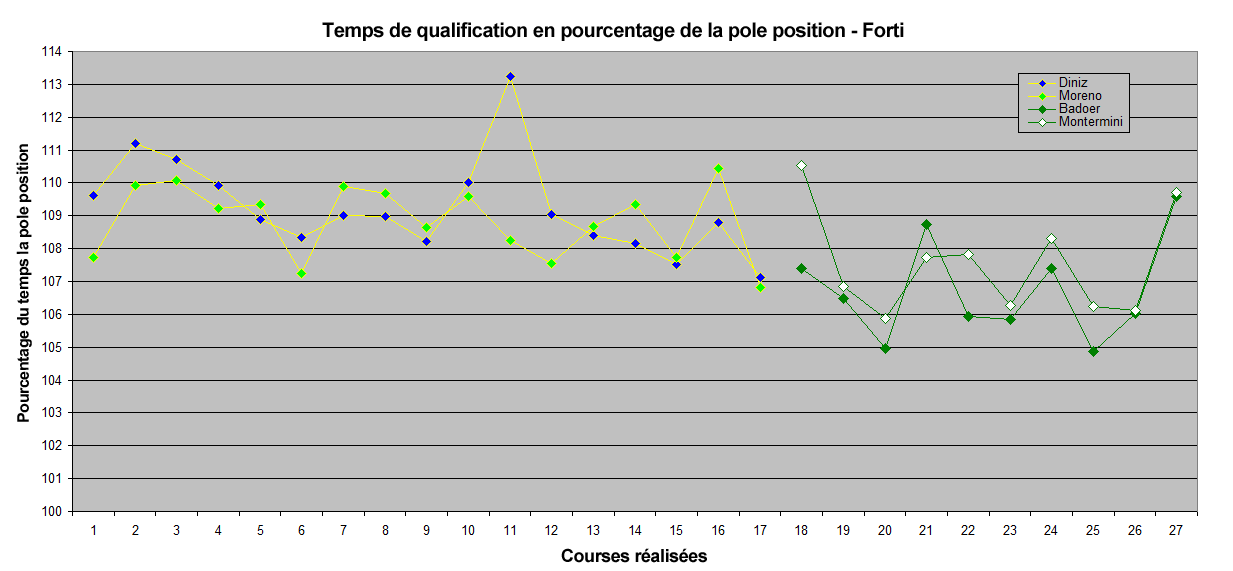
Graphique montrant les performances en qualification de l'écurie Forti Corse par rapport à la règle des 107 % de la pole position. Cette règle introduite en 1996 a contribué à l'abandon de l'écurie italienne à la mi-saison.

Avec une base financière solide et les quelques progrès réalisés l'année précédente, la saison 1996 semble prometteuse pour Forti. Fin 1995, l'équipe négocie pour obtenir le plus puissant moteur V8 de la firme Cosworth pour remplacer le vieux moteur Cosworth EDD. Sa sécurité financière a notamment été démontrée par une rumeur disant que la Scuderia Minardi, une écurie plus compétitive mais en grosses difficultés financières, envisage de fusionner avec Forti pour assurer sa survie en Formule 1. Cependant, cette spéculation est balayée lorsque Pedro Diniz signe avec l'écurie française Ligier, remplaçant ainsi Martin Brundle, parti chez Jordan Grand Prix.
Les commanditaires apportés par la famille Diniz, notamment Parmalat et Marlboro, rompent avec l'écurie italienne qui voit son budget sérieusement écorné. Il est même question que Forti ne s'engage pas en Formule 1 en 1996 et sa survie est sans cesse remise en question. La conception de la nouvelle monoplace est retardée et l'écurie est contrainte de mettre en conformité la Forti FG01-95, rebaptisée Forti FG01-95B, pour le début de saison. Forti n'obtient le moteur Ford-Cosworth Zetec JS convoité et se contente de la version ECA Zetec-R, tout en s'appuyant sur les commanditaires temporaires de l'écurie. Néanmoins, Forti s'engage en championnat du monde en 1996.
Pedro Diniz et Roberto Moreno sont remplacés par les Italiens Luca Badoer, en provenance de la Scuderia Minardi, et Andrea Montermini, ancien pilote de Formule 3000 de Forti et transfuge de Pacific Grand Prix, les deux pilotes apportant une contribution financière. Le Japonais Hideki Noda, ancien pilote de Forti, est également contacté. Le Français Franck Lagorce, devant être initialement le lieutenant d'Andrea Montermini, est remplacé par Luca Badoer avant le premier Grand Prix de la saison et devient pilote-essayeur.

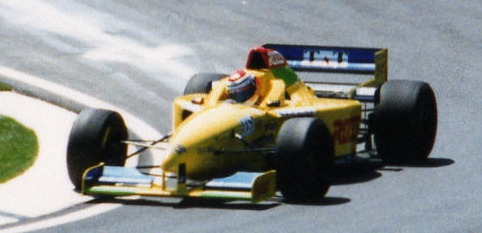
La Forti FG01-95B d'Andrea Montermini échoue à se qualifier au Grand Prix de Saint-Marin.

L'écurie britannique Pacific Grand Prix s'étant retirée de la Formule 1 à l'intersaison, les Forti FG01-95B sont les monoplaces les moins performantes du plateau 1996. Lors du Grand Prix inaugural en Australie, les Forti ne sont pas en mesure de faire un temps de qualification en dessous de la barre des 107 % du temps de la pole position et ne participent pas à la course. Les pilotes se qualifient pour les deux courses suivantes, au Brésil et en Argentine. Luca Badoer termine onzième au Brésil et Andrea Montermini dixième en Argentine. Lors de cette course, la voiture de Badoer s'est retournée après une collision avec la Ligier JS43 de Pedro Diniz qui tentait de la dépasser. Au Grand Prix d'Europe, aucun pilote Forti ne se qualifie.
Pour la manche suivante à Imola, Forti aligne un nouveau châssis, la Forti FG03-96. Cette nouvelle monoplace a été conçue par le même personnel que l'année précédente mais cette fois-ci sous la houlette de George Ryton, ancien directeur technique de la Scuderia Ferrari,. Les deux pilotes constatent une amélioration significative par rapport à l'ancienne voiture, en particulier en ce qui concerne l'appui aérodynamique et la direction de la voiture. Un seul châssis est disponible et Andrea Montermini échoue à se qualifier pour la course avec l'ancienne monoplace tandis que Luca Badoer, qualifié en dernière position, est à sept dixièmes de seconde de la Footwork FA17 de Ricardo Rosset. Luca Badoer termine dixième et dernier de la course mais a souffert de problèmes de fiabilité durant l'épreuve et est à deux tours de la Minardi M195B de Pedro Lamy.
Les deux pilotes sont qualifiés pour le Grand Prix de Monaco mais Andrea Montermini détruit sa monoplace lors de la séance d'échauffement à la sortie du tunnel. L'écurie n'ayant pas de voiture de rechange, le pilote italien ne participe pas à la course. Luca Badoer abandonne au soixantième tour à la suite de problèmes électriques et d'une collision avec la Williams FW18 de Jacques Villeneuve qui avait six tours d'avance sur l'Italien. Ce dernier écope d'une amende de 5 000 dollars et d'une suspension de deux courses avec sursis.

#### Rachat par Shannon Racing

Représentation de la Forti FG03-96 à la suite du rachat de l'écurie par Shannon Racing.

Après le Grand Prix de Monaco, des rumeurs annoncent que Forti ne finira pas la saison si elle ne trouve pas de repreneur. Entre les Grands Prix de Monaco et d'Espagne, Arron Colombo, le patron de Belco Avia, déclare qu'un accord a été conclu entre Guido Forti et Shannon Racing qui rachète 51 % de l'écurie. Cet accord est conclu plus tard, le 30 juin,. Shannon Racing et sa société mère FinFirst sont des sections irlandaises d'un groupe financier milanais qui a déjà créé des écuries dans les différents championnats de Formule 3 et le championnat international de Formule 3000 en 1996. Le groupe souhaite s'engager en Formule 1 par le biais de Forti. Arron Colombo est vraisemblablement à l'origine du partenariat, fixé pour la saison 1996 avec une option pour la saison 1997, car Belco Avia doit de l'argent à Forti. Dans le cadre du changement de direction technique, Cesare Fioro quitte l'équipe pour rejoindre Ligier et est remplacé par Daniele Coronna, lui-même remplacé par l'ancien ingénieur de la Scuderia Ferrari, George Ryton.
À partir du Grand Prix d'Espagne, les Forti FG03-96 apparaissent dans une nouvelle livrée verte et blanche, symbolisant le rachat de Forti Corse par Shannon Racing. Ce coup de pouce financier permet à l'écurie d'assurer sa survie dans la catégorie-reine du sport automobile. Cependant aucun pilote de l'écurie italienne ne se qualifie pour la course. Au Grand Prix du Canada et au Grand Prix de France, les deux pilotes Forti se qualifient, Luca Badoer devançant même Ricardo Rosset au Canada mais aucune monoplace ne termine les deux épreuves.
Les difficultés financières de Forti, provoquées par un conflit entre l'équipe de Guido Forti et Shannon Racing, deviennent de plus en plus compliquées. À Magny-Cours, les deux voitures abandonnent en raison de problèmes moteur : les moteurs ont atteint leur kilométrage maximal, l'écurie italienne ayant des dettes envers leur fournisseur Cosworth.

#### Faillite et retrait
Guido Forti prétend que Shannon Racing n'a pas payé la somme d'argent due dans les six jours après avoir conclu le partenariat et réfute le fait que son écurie appartienne à hauteur de 51 % à l'entité irlandaise. L'équipe manquant de fonds, Forti risque de ne pas participer au Grand Prix de Grande-Bretagne. Finalement, l'équipe italienne y prend part mais les deux monoplaces ne font que quelques tours et ne se qualifient pas. Cette contre-performance est liée à des moteurs en fin de vie non remplacés en raison de la dette croissante de Forti envers Cosworth. La participation de Forti à ce Grand Prix est donc purement symbolique,.
Forti Corse se rend au Grand Prix d'Allemagne mais les monoplaces ne sont pas assemblées de tout le week-end de course, la fourniture de moteurs ayant cessé définitivement tant que l'écurie n'aura pas épongé ses dettes envers le motoriste américain.
Guido Forti, après en avoir discuté avec Bernie Ecclestone, le propriétaire des droits commerciaux de la Formule 1, retire son écurie après le Grand Prix d'Allemagne alors que les négociations concernant la propriété de Forti Corse perdure, malgré la menace de la Fédération internationale de l'automobile d'imposer une amende pour n'avoir pas participé à la course. Après l'échec des négociations, Guido Forti annonce la fin du partenariat avec Shannon Racing et reprend les commandes de l'écurie. Il espère trouver de nouveaux commanditaires pour s'engager pour le Grand Prix de Hongrie.
Shannon Racing riposte en affirmant détenir 51 % de l'écurie et souhaite régler les problèmes financiers de Forti Corse en congédiant Guido Forti, toujours directeur d'équipe. Ce dernier saisit la justice pour mettre un terme à ce conflit de propriété, un processus difficile dans le système juridique italien. L'écurie tombe dans l'oubli pendant que le conflit de propriété est jugé, ce qui assombrit son avenir. L'équipe italienne fait face à la perspective de payer de lourdes amendes à la Fédération internationale de l'automobile pour avoir manqué des courses, voire d'être exclue pour avoir nui à la réputation du championnat, comme l'écurie Andrea Moda Formula en 1992.
Guido Forti retire finalement son écurie de la Formule 1 et ne prend donc pas part au Grand Prix de Hongrie, ni au Grand Prix de Belgique. Pourtant Forti, devant maintenant deux millions de dollars à la FIA pour avoir manqué ces deux courses, souhaite régler le conflit de propriété avant le Grand Prix d'Italie pour y participer, en vain. Forti devient la dix-huitième écurie de Formule 1 à disparaître en sept ans. Luca Badoer et Andrea Montermini restent sans volant le restant de la saison et les Forti FG03-96 ne participent plus à aucune course.
Lorsque Shannon Racing gagne le procès en septembre, Forti Corse n'existe plus. Les écuries de Shannon Racing dans les catégories inférieures du sport automobile ferment elles aussi leurs portes à la fin de la saison. Peu avant la disparition de son écurie, Guido Forti signe les Accords Concorde de 1997, qui auraient permis à l'écurie de participer à la saison 1997 si elle avait terminé la saison 1996, en raison des droits de télévision accordés à chaque équipe.

## Conclusion
La disparition de Forti marque non seulement le retrait de l'écurie de la Formule 1, mais aussi la disparition d'une équipe qui a connu le succès en Formule 3000 et dans d'autres catégories inférieures. Forti Corse aurait peut-être réussi son engagement en Formule 1 si elle avait réussi à conserver son budget de la saison 1995, conçu la Forti FG03-96 à temps, le départ de Pedro Diniz signifiant que l'écurie italienne avait peu de chances de survie, mais est devenue un autre exemple de petite écurie incapable de financer durablement un projet en Formule 1, une des dernières équipes privées à s'engager dans la catégorie-reine du sport automobile dans une époque où les grands constructeurs automobiles accroissent leur participation dans ce milieu. Forti Corse est également cité avec Simtek et Pacific Grand Prix comme d'excellents exemples de cette tendance. Il a été également convenu que la quantité croissante d'argent impliqué dans le financement d'une écurie de Formule 1 a contraint de nombreuses écuries à se retirer de la compétition pendant les années 1990 et constitue ainsi une menace pour l'avenir de la discipline. Par ailleurs, certains observateurs considèrent que Forti Corse et d'autres écuries de niveau similaire ne méritaient pas leur place en Formule 1 et la règle des 107 % instaurée par la Fédération internationale de l'automobile à partir de la saison 1997 oblige donc les écuries à élever leur performance ou quitter la discipline.
Les monoplaces de Formule 1 de Forti Corse ont depuis été utilisées pour d'autres usages. Les Forti FG03-96 sont actuellement utilisées dans le cadre de journées de courses au Royaume-Uni sur des circuits comme Rockingham,.

## Résultats en compétition

### Championnats et courses gagnées
| Année | Championnat/Course                        | Châssis | Moteur     | Pilote            |
| ----- | ----------------------------------------- | ------- | ---------- | ----------------- |
| 1977  | Championnat d'Italie de Formule Ford 2000 |         | Ford       | Teo Fabi          |
| 1979  | Championnat d'Argentine de Formule 3      | Martini | Toyota     | Oscar Larrauri    |
| 1985  | Championnat d'Italie de Formule 3         | Dallara | Alfa Romeo | Franco Forini     |
| 1987  | Championnat d'Italie de Formule 3         | Dallara | Alfa Romeo | Enrico Bertaggia  |
| 1988  | Championnat d'Italie de Formule 3         | Dallara | Alfa Romeo | Emanuele Naspetti |
| 1988  | Grand Prix de Macao de Formule 3          | Dallara | Alfa Romeo | Enrico Bertaggia  |
| 1988  | Grand Prix de Monaco de Formule 3         | Dallara | Alfa Romeo | Enrico Bertaggia  |
| 1989  | Championnat d'Italie de Formule 3         | Dallara | Alfa Romeo | Gianni Morbidelli |
| 1989  | Championnat d'Europe de Formule 3         | Dallara | Alfa Romeo | Gianni Morbidelli |

### Résultats détaillés en championnat international de Formule 3000
| Saison | Châssis                  | Moteur      | Pneumatiques | Pilotes             | Courses | Courses | Courses | Courses | Courses | Courses | Courses | Courses | Courses | Courses | Courses | Points inscrits | Classement |
| Saison | Châssis                  | Moteur      | Pneumatiques | Pilotes             | 1       | 2       | 3       | 4       | 5       | 6       | 7       | 8       | 9       | 10      | 11      | Points inscrits | Classement |
| ------ | ------------------------ | ----------- | ------------ | ------------------- | ------- | ------- | ------- | ------- | ------- | ------- | ------- | ------- | ------- | ------- | ------- | --------------- | ---------- |
| 1987   | Dallara 3087             | Cosworth V8 | Avon         |                     | SIL     | VAL     | SPA     | PAU     | DON     | PER     | BRH     | BIR     | IML     | BUG     | JAR     | 0               | Nc.        |
| 1987   | Dallara 3087             | Cosworth V8 | Avon         | Nicola Larini       |         |         |         |         |         | Abd.    | 16      |         | Abd.    |         | Abd.    | 0               | Nc.        |
| 1987   | Dallara 3087             | Cosworth V8 | Avon         | Nicola Tesini       |         |         |         |         |         |         |         | Nq.     |         |         |         | 0               | Nc.        |
| 1988   | Dallara 3087 Lola T88/50 | Cosworth V8 | Avon         |                     | JER     | VAL     | PAU     | SIL     | MNZ     | PER     | BRH     | BIR     | BUG     | ZOL     | DIJ     | 0               | Nc.        |
| 1988   | Dallara 3087 Lola T88/50 | Cosworth V8 | Avon         | Enrico Bertaggia    | Nq.     | Nq.     | Nq.     | Nq.     | 7       | 16      | Np.     | Nq.     | Nq.     | 11      | Abd.    | 0               | Nc.        |
| 1988   | Dallara 3087 Lola T88/50 | Cosworth V8 | Avon         | Fernando Croceri    | Nq.     | Nq.     | Nq.     | Nq.     | Nq.     |         |         |         |         |         |         | 0               | Nc.        |
| 1988   | Dallara 3087 Lola T88/50 | Cosworth V8 | Avon         | Enrico Debenedetti  |         |         |         |         |         |         |         |         |         | Nq.     | Nq.     | 0               | Nc.        |
| 1988   | Dallara 3087 Lola T88/50 | Cosworth V8 | Avon         | Nino Fama           |         |         |         |         |         | Nq.     |         |         |         |         |         | 0               | Nc.        |
| 1989   | Lola T89/50              | Cosworth V8 | Avon         |                     | SIL     | VAL     | PAU     | JER     | PER     | BRH     | BIR     | SPA     | BUG     | DIJ     |         | 7               | 9e         |
| 1989   | Lola T89/50              | Cosworth V8 | Avon         | Claudio Langes      | 12      | Abd.    | Abd.    | 7       | 2       | 6       | 9       | 15      | 9       | 7       |         | 7               | 9e         |
| 1990   | Lola T90/50              | Cosworth V8 | Avon         |                     | DON     | SIL     | PAU     | JER     | MNZ     | PER     | HOC     | BRH     | BIR     | BUG     | NOG     | 20              | 7e         |
| 1990   | Lola T90/50              | Cosworth V8 | Avon         | Gianni Morbidelli   | 8       | Abd.    | 3       | Abd.    | 4       | 1       | Abd.    | Abd.    | Abd.    | 7       | 3       | 20              | 7e         |
| 1991   | Lola T91/50 Reynard 91D  | Cosworth V8 | Avon         |                     | VAL     | PAU     | JER     | MUG     | PER     | HOC     | BRH     | SPA     | BUG     | NOG     |         | 43              | 3e         |
| 1991   | Lola T91/50 Reynard 91D  | Cosworth V8 | Avon         | Emanuele Naspetti   | 10      | 9       | Nq.     | Np.     | 1       | 1       | 1       | 1       | Abd.    | 6       |         | 43              | 3e         |
| 1991   | Lola T91/50 Reynard 91D  | Cosworth V8 | Avon         | Fabrizio Giovanardi | 12      | 5       | Nq.     | 8       | Abd.    | 13      | 8       | 6       | Np.     | 4       |         | 43              | 3e         |
| 1992   | Reynard 92D              | Cosworth V8 | Avon         |                     | SIL     | PAU     | CAT     | PER     | HOC     | NUR     | SPA     | ALB     | NOG     | MAG     |         | 44              | 2e         |
| 1992   | Reynard 92D              | Cosworth V8 | Avon         | Emanuele Naspetti   | 6       | 1       | 16      | 2       | 4       | Abd.    |         |         |         |         |         | 44              | 2e         |
| 1992   | Reynard 92D              | Cosworth V8 | Avon         | Andrea Montermini   |         |         |         |         |         |         | 1       | 1       | 4       | Abd.    |         | 44              | 2e         |
| 1992   | Reynard 92D              | Cosworth V8 | Avon         | Alessandro Zampedri | Abd.    | Abd.    | 11      | 5       | 7       | Abd.    | 7       | 8       | 5       | Abd.    |         | 44              | 2e         |
| 1993   | Reynard 93D              | Cosworth V8 | Avon         |                     | DON     | SIL     | PAU     | PER     | HOC     | NUR     | SPA     | MAG     | NOG     |         |         | 20              | 5e         |
| 1993   | Reynard 93D              | Cosworth V8 | Avon         | Olivier Beretta     | 1       | 10      | 4       | Abd.    | 4       | 5       | 13      | 9       | 4       |         |         | 20              | 5e         |
| 1993   | Reynard 93D              | Cosworth V8 | Avon         | Pedro Diniz         | Abd.    | Abd.    | Nq.     | 7       | Abd.    | 16      | 14      | 11      | 14      |         |         | 20              | 5e         |
| 1994   | Reynard 94D              | Cosworth V8 | Avon         |                     | SIL     | PAU     | CAT     | PER     | HOC     | SPA     | EST     | MAG     |         |         |         | 9               | 7e         |
| 1994   | Reynard 94D              | Cosworth V8 | Avon         | Pedro Diniz         | Abd.    | Abd.    | 10      | Abd.    | Abd.    | 9       | 4       | Abd.    |         |         |         | 9               | 7e         |
| 1994   | Reynard 94D              | Cosworth V8 | Avon         | Hideki Noda         | 5       | Abd.    | Abd.    | 3       | Abd.    | 7       | 16      | 11      |         |         |         | 9               | 7e         |

### Résultats en championnat du monde de Formule 1
| Saison | Écurie              | Châssis                      | Moteur           | Pneus    | Pilotes                       | Grands Prix disputés | Points inscrits | Classement |
| ------ | ------------------- | ---------------------------- | ---------------- | -------- | ----------------------------- | -------------------- | --------------- | ---------- |
| 1995   | Parmalat Forti Ford | Forti FG01-95                | Ford-Cosworth V8 | Goodyear | Pedro Diniz Roberto Moreno    | 17                   | 0               | 11e        |
| 1996   | Forti Corse         | Forti FG01-95B Forti FG03-96 | Ford-Cosworth V8 | Goodyear | Luca Badoer Andrea Montermini | 6                    | 0               | 11e        |

| Saison | Écurie              | Châssis                      | Moteur                       | Pneumatiques | Pilotes           | Courses | Courses | Courses | Courses | Courses | Courses | Courses | Courses | Courses | Courses | Courses | Courses | Courses | Courses | Courses | Courses | Courses | Points inscrits | Classement |
| Saison | Écurie              | Châssis                      | Moteur                       | Pneumatiques | Pilotes           | 1       | 2       | 3       | 4       | 5       | 6       | 7       | 8       | 9       | 10      | 11      | 12      | 13      | 14      | 15      | 16      | 17      | Points inscrits | Classement |
| ------ | ------------------- | ---------------------------- | ---------------------------- | ------------ | ----------------- | ------- | ------- | ------- | ------- | ------- | ------- | ------- | ------- | ------- | ------- | ------- | ------- | ------- | ------- | ------- | ------- | ------- | --------------- | ---------- |
| 1995   | Parmalat Forti Ford | Forti FG01-95                | Ford-Cosworth EDD V8         | Goodyear     |                   | BRÉ     | ARG     | SMR     | ESP     | MON     | CAN     | FRA     | GBR     | ALL     | HON     | BEL     | ITA     | POR     | EUR     | PAC     | JAP     | AUS     | 0               | 11e        |
| 1995   | Parmalat Forti Ford | Forti FG01-95                | Ford-Cosworth EDD V8         | Goodyear     | Pedro Diniz       | 10      | Nc.     | 15      | Abd.    | 10      | Abd.    | Abd.    | Abd.    | Abd.    | Abd.    | 13      | 9       | 16      | 13      | 17      | Abd.    | 7       | 0               | 11e        |
| 1995   | Parmalat Forti Ford | Forti FG01-95                | Ford-Cosworth EDD V8         | Goodyear     | Roberto Moreno    | Abd.    | Nc.     | 16      | Abd.    | Abd.    | Abd.    | 16      | Abd.    | Abd.    | Abd.    | 14      | Abd.    | 17      | Abd.    | 16      | Abd.    | Abd.    | 0               | 11e        |
| 1996   | Forti Corse         | Forti FG01-95B Forti FG03-96 | Ford-Cosworth ECA Zetec-R V8 | Goodyear     |                   | AUS     | BRÉ     | ARG     | EUR     | SMR     | MON     | ESP     | CAN     | FRA     | GBR     | ALL     | HON     | BEL     | ITA     | POR     | JAP     |         | 0               | 11e        |
| 1996   | Forti Corse         | Forti FG01-95B Forti FG03-96 | Ford-Cosworth ECA Zetec-R V8 | Goodyear     | Luca Badoer       | Nq.     | 11      | Abd.    | Nq.     | 10      | Abd.    | Nq.     | Abd.    | Abd.    | Nq.     | Np.     |         |         |         |         |         |         | 0               | 11e        |
| 1996   | Forti Corse         | Forti FG01-95B Forti FG03-96 | Ford-Cosworth ECA Zetec-R V8 | Goodyear     | Andrea Montermini | Nq.     | Abd.    | 10      | Nq.     | Nq.     | Np.     | Nq.     | Abd.    | Abd.    | Nq.     | Np.     |         |         |         |         |         |         | 0               | 11e        |

Légende : ici 